# Bank Indonesia
O Bank Indonesia (BI) é o banco central da República da Indonésia.

## História

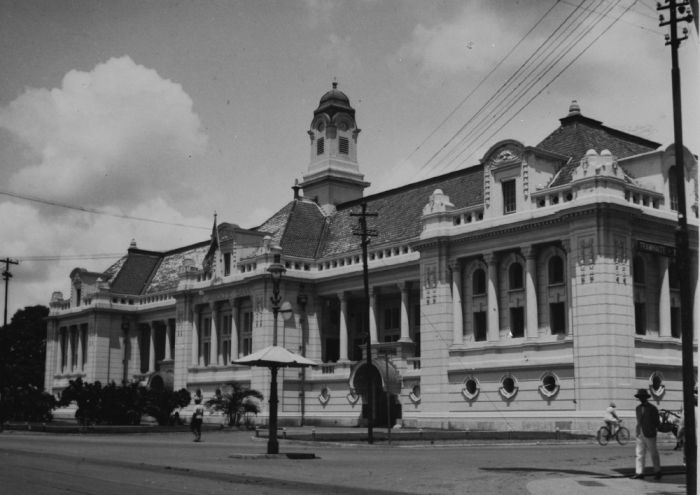
O escritório do De Javasche Bank em Batavia (antiga Jacarta), atualmente o Bank Indonesia Museum

O rei Guilherme I dos Países Baixos, concedeu o direito de criar um banco privado nas Índias em 1826, chamado "De Javasche bank" ou "The Java Bank". Foi fundada em 24 de janeiro de 1828 e mais tarde se tornou o banco de circulação das Índias Orientais Neerlandesas. O banco regulou e emitiu a florim das Índias Orientais Neerlandesas.
Em 1881, um escritório do Java Bank foi aberto em Amsterdão. Mais tarde, seguiu a abertura de um escritório em Nova Iorque. Em 1930, o banco possuía dezesseis agências nas Índias Orientais Neerlandesas: Bandungue, Cirebon, Samarão, Joguejacarta, Suracarta, Surabaia, Malangue, Kediri, Banda Achém, Medã, Padangue, Palimbão, Banjarmasin, Pontianak, Macáçar e Manado.
O Java Bank foi operado como um banco privado e indivíduos, bem como indústrias etc. poderiam obter ajuda nos escritórios do banco.

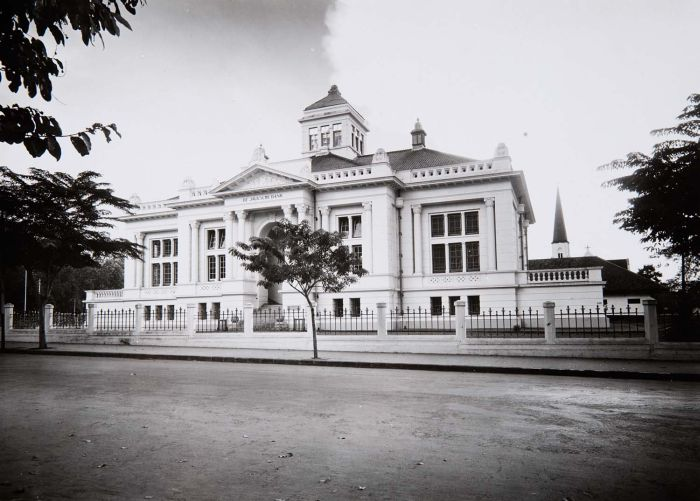
A filial do De Javasche Bank em Bandung, construída em 1918, é hoje um museu.

O Bank Indonesia foi fundado em 1 de julho de 1953 a partir da nacionalização do De Javasche Bank, três anos após o reconhecimento da independência da Indonésia pela Holanda.
Nos 15 anos seguintes, o Banco da Indonésia exerceu atividades comerciais, além de atuar como o banco nacional do país e é responsável pela emissão da moeda da rupia indonésia.
Isso acabou com a Lei No.13/1968 do Banco Central, que foi posteriormente substituída pela Lei No.23/1999, dando independência ao Banco.
Posteriormente, o banco se reportou ao parlamento (DPR) em vez do presidente, e o governador do banco não era mais um membro do gabinete.

### National Payment Gateway
O objetivo é integrar todas as máquinas de caixa automatizado nos países da ASEAN, começando com a integração primeiro em cada país. Em 16 de janeiro de 2012, foi iniciada a interconexão entre os caixas eletrônicos do Bank Mandiri e os caixas eletrônicos do Bank Central Asia (ATMs Prima).

## Escritórios
A BI opera 37 escritórios na Indonésia e cinco escritórios de representação na cidade de Nova Iorque, Londres, Tóquio, Singapura e Pequim . Além disso, o Bank Indonesia também opera um museu bem equipado (Museum Bank Indonesia), que fica no antigo prédio da sede do De Javasche Bank, na antiga Jacarta (Kota).

### Escritórios de representação em todo o mundo
- Cingapura: 160 Robinson Road #28-05, SBF Center Singapore 068914.[6]
- Londres: 10 City Road, London EC 1Y 2EH.
- Tóquio: New Kokusai Building Room 906 No.4 - 1, Marunouchi 3 - Chome Chiyoda-ku, Tóquio, 100-0005 Japão.
- Nova York: One Liberty Plaza 165 Broadway, 31st floor Nova York N.Y. 10006.[7]
- Beijing: Fortune Financial Center Building Lt. 46, 5 Dongsanhuan Road, Chaoyang District, Beijing 100020